# Wolfgang Kühle
Wolfgang Kühle (* 7. Dezember 1920 in Göttingen; † 7. Dezember 2002 in Wetzlar) war ein hessischer Politiker (CDU) und Abgeordneter des Hessischen Landtags.

## Ausbildung und Beruf
Nach dem Abitur im Jahr 1939 begann Wolfgang Kühle sein Studium der Rechtswissenschaften.  Nach einer Unterbrechung als Offizier während des Zweiten Weltkriegs schloss er das Studium 1948 mit dem ersten und 1952 mit dem zweiten Staatsexamen ab.
Er arbeitete als Justiziar der Hessischen Berg- und Hüttenwerke AG in Wetzlar und ab 1954 als Rechtsanwalt. Seit 1966 war er Leiter der Allgemeinen Verwaltung der Buderus AG in Wetzlar.

## Politik
Am 23. April 1938 beantragte er die Aufnahme in die NSDAP und wurde zum 1. September desselben Jahres aufgenommen (Mitgliedsnummer 6.948.707). Wolfgang Kühle war Mitglied der CDU und dort in vielen Vorstandsämtern aktiv. So war er seit 1969 Vorsitzender des Kreisverbandes der CDU Wetzlar und Mitglied des Bezirksvorstandes der CDU Mittelhessen.
1965 bis 1977 war er Stadtverordneter der Stadt Wetzlar. Für die 31 Monate der Existenz der Stadt Lahn war er Stadtverordnetenvorsteher.
Vom 1. Dezember 1970 bis zum 30. November 1982 war Wolfgang Kühle Mitglied des Hessischen Landtags. Er war dort Vorsitzender des Innenausschusses.
1979 war Wolfgang Kühle Mitglied der Bundesversammlung.

## Sonstige Ämter
Wolfgang Kühle war Vorsitzender von mehr als 20 gemeinnützigen Vereinen und Verbänden. Er war Vorsitzender des Sportkreises Wetzlar, Vizepräsident des Landessportbundes Hessen, und Mitglied des Präsidiums des Hessischen Städtetages. Er rief die Industriefestspiele Wetzlar, heute die Wetzlarer Festspiele ins Leben.

## Ehrungen
Wolfgang Kühle bekam 1987 das Große Verdienstkreuz der Bundesrepublik Deutschland verliehen. 2001 wurde er zum Ehrenbürger der Stadt Wetzlar ernannt. Gemäß Stadtverordnetenbeschluss vom 15. September 2004 wurde das Vorhaben geschlossen eine Straße nach ihm zu benennen. Im Februar 2005 wurde zusammen mit dem neugebauten Komplex aus Forum Wetzlar und Mittelhessen-Arena eine neue Straße eingerichtet, die den Namen Wolfgang-Kühle-Straße trägt.